# Kobelco
Kobe Steel, Ltd. (株式会社神戸製鋼所, Kabushiki-gaisha Kōbe Seikō-sho), ou Kobelco, est une importante entreprise sidérurgique japonaise fondée en 1905 et dont le siège social est situé à Kōbe. L'entreprise est cotée à la Bourse de valeurs de Tokyo et fait partie de l'indice TOPIX 100. Kobelco produit également des engins de génie civil. Cette société a été fondée en 1905.

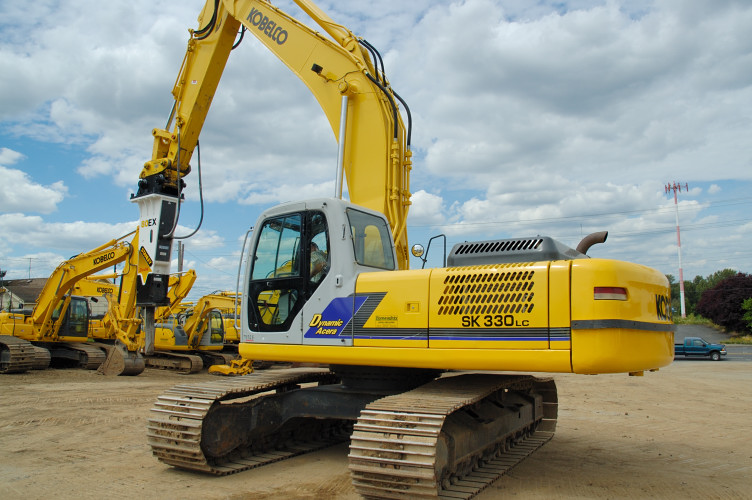
Kobelco SK330LC

Kobe Steel détient le club de rugby Kobe Steel Kobelco Steelers.

## Histoire
Après presque un siècle d'indépendance, Kobelco Machinery conclut en mars 2001 un accord stratégique avec le groupe Fiat, plus particulièrement avec sa division matériel de travaux publics CNH Global, menant à la création de sociétés communes en Europe, aux États-Unis et au Japon, dont CNH serait actionnaire majoritaire en Europe.
Cet accord est bénéfique aux deux groupes. Kobelco n'ayant plus de raison d'être intégré dans le groupe CNH, reprend son indépendance le 26 décembre 2012 : l'accord est révoqué.

### Scandale des specifications falsifiées
Début octobre 2017, Kobe Steel admet des cas de falsification de ses spécifications sur des produits en acier, en aluminium et en cuivre. La falsification porte, entre autres, sur les critères de résistance et de durabilité. Dans le monde, plus de 500 entreprises utilisatrices de ces produits se retrouvent avec des composants non-conformes : des fabricants d'automobiles, d'avion ou de train tels que Toyota, Nissan, General Motors, Boeing, Hitachi. La compagnie de train japonaise JR East annonce avoir testé des pièces du Shinkansen et découvert 310 composants non-conformes fournis par Kobe Steel, et présentant potentiellement des risques de sécurité.
Le scandale entraîne une chute de l'action de 18%, s'aggravant au fur et à mesure des annonces. Mi-octobre 2017, elle avait perdu plus du tiers de sa valeur. Le président de la société, Hiroya Kawasaki, déclare alors : « nous avons maintenant zéro crédibilité », et annonce des enquêtes internes pour déterminer toutes les responsabilités
Le 9 mars 2018, Kobe Steel nomme le responsable de son activité machinerie et vice-président exécutif, Mitsugu Yamaguchi, au poste de PDG, confiant ainsi la responsabilité du groupe à un cadre extérieur à sa grande activité de sidérurgie à la suite du scandale de falsification de données.